# Jakten på nyresteinen
Jakten på nyresteinen (noruec: a la recerca del càlcul renal), és una pel·lícula infantil noruega del 1996 dirigida per Vibeke Idsøe, protagonitzada per Torbjörn T. Jensen i Kjersti Holmen.

## Argument
Simon, de vuit anys, s'encongeix fins a una mida microscòpica per viatjar pel cos del seu avi malalt a la recerca d'una pedra renal. En el seu viatge coneix personatges antropomòrfics com les papil·les gustatives, els glòbuls blancs i els glòbuls vermells, i les cordes vocals.

## Producció
La pel·lícula està basada en el llibre Jakten på nyresteinen, també escrit per Idsøe.
Va ser la pel·lícula noruega més taquillera de l'any.

## Premis
| Premi                                                       | Categoria                                                                       | Receptor | Resultat  |
| ----------------------------------------------------------- | ------------------------------------------------------------------------------- | -------- | --------- |
| 1997 Festival Internacional de Cinema Infantil de Chicago   | Premi del Jurat Adult                                                           |          | Guanyador |
| 1997 Premis Amanda                                          | Millor debut                                                                    |          | Guanyador |
| 1997 Fantafestival                                          | Millors efectes especials, Gran Premi de pel·lícula fantàstica europea de plata |          | Guanyador |
| 1997 Fantasporto                                            | Gran Premi de Cinema Fantastic Europeu d'Or                                     |          | Nominat   |
| 1997 Setmana Internacional del Cinema Fantàstic de Màlaga   | Millor director, Millor pel·lícula, Millors efectes especials                   |          | Guanyador |
| XXX Festival Internacional de Cinema Fantàstic de Catalunya | Premi Meliès                                                                    |          | Nominat   |